# 徐一冰
徐一冰（1881年—1922年），原名益彬，出生于浙江省吴兴县南浔镇，体育教育家，曾创办中国第一所体育学校中国体操学校。

## 生平
祖父徐延祺为举人。
徐一冰1905年前往日本留学体育专业，1907年归国，当即在上海创办中国第一所体育学校“中国体操学校”。1914年又创办了《体育杂志》。

## 家族
- 妻：陶莲雅
- 子：徐迟、徐舜寿
- 女：徐曼倩、徐曼珠、徐和（伍修权妻）